# Bayamo
Bayamo è un comune di Cuba, capoluogo della provincia di Granma. Si tratta della seconda città fondata nel 1513 dai colonizzatori spagnoli ed è stata dichiarata Monumento Nazionale nel 1935. La località fu teatro delle lotte per l’indipendenza. La peculiare identità della regione e dei suoi comuni è dovuta all’isolamento: la zona si trova infatti circondata da montagne tropicali e divenne rinomata in tutto il mondo quando nel 1868 Carlos Manuel de Céspedes liberò gli schiavi dall’isola, dando inizio alla Guerra di Indipendenza. È considerato il territorio cubano con la maggiore presenza di monumenti e luoghi storici.

## Cultura
Tra le feste più conosciute di Bayamo sono degne di nota:
- La Fiesta de la Cubanía: si svolge tra il 17 e il 20 ottobre in occasione dell’inizio dell’Indipendenza. È la festa più grande della provincia di Granma.
- Eroico Rogo di Bayamo: si celebra il 12 gennaio. Commemora uno dei più grandi eventi patriottici del popolo cubano durante la rivoluzione per la liberazione nazionale che ebbe luogo il 12 gennaio 1869. Durante il giorno il Parco Céspedes ospita musica, teatro e danza e la festa si conclude la sera con uno spettacolo pirotecnico.

Uno dei maggiori contributi allo sviluppo culturale della popolazione è la celebrazione della Primavera Teatral nel mese di maggio, ovvero un incontro tra giovani appassionati di teatro che promuove i dibattiti di attualità. Durante l’evento hanno luogo performance, laboratori di marionette, mostre fotografiche e dialoghi tra critici d’arte e registi.

### Gemellaggi
- Savona[senza fonte]